# За власними слідами
«За власними слідами» (англ. By His Bootstraps) — науково-фантастична повість Роберта Гайнлайна. Опублікована журналом «Astounding Science Fiction» в жовтні 1941.
Сюжет побудований на використанні парадоксів подорожей у часі.
Пізніше включена до збірки «Загроза з Землі» (1959).

## Сюжет
Боб Вілсон замкнувся у своїй кімнаті, щоб дописати дипломну роботу з математичних питань метафізики, що зокрема описувала подорожі в часі. Несподівано хтось промовив до нього: «Не переймайся, все одно там багато дурні». Незнайомець, який назвався Джо, пояснив, що він прийшов з майбутнього через Браму Часу (круг позаду нього). Джо розказав, що на Боба чекають надзвичайні можливості по той бік Брами і тисячі років майбутнього. Щоб продемонструвати дію Брами, він кинув капелюх Боба через Браму і той зник.
Поки Боб вагався, Джо витягнув із Бобової схованки пляшку алкоголю і почав його споювати. Боб заснув, а коли проснувся, то виявив, що Джо вже майже перетягнув його крізь Браму. Несподівано з'явився інший незнайомець, подібний на Джо, і почав заважати тому переправляти Боба. Під час їхньої бійки Боб отримав удар, від якого перелетів крізь Браму.
Він отямився в дивному місці, де бородатий незнайомець, який назвався Діктором, повідомив йому, що він перемістився у майбутнє на 30 000 років. Він пригостив Боба розкішним сніданком, який подали красиві жінки. Та, яка сподобалась Бобу, була одразу передана Діктором в його рабині.
Діктор пояснив, що люди в майбутньому красиві та набагато покірніші й добріші, ніж їхні предки, але помітно примітивніші. Інопланетяни побудували Браму та перетворили людство на податливих рабів, але вже покинули наш світ, тому підприємливі люди XX століття можуть почуватися тут королями.
Діктор попросив його повернутись через Браму і привести до нього чоловіка, якого він знайде з того боку. Боб погоджується. По той бік Брами він виявляє себе ранішого, який пише дипломну роботу. Не дуже пам'ятаючи як попереднього разу відбувались події, він повторює їх, назвавшись Джо, щоб не заплутувати свого двійника. Саме перед тим, які він встигає затягнути Боба крізь Браму, з'являється інша копія його, починається бійка і оригінальний Боб влітає у Браму.
Майбутня версія заявляє, що Діктор маніпулює Бобом задля власної вигоди. Після цього Джо повертається крізь Браму до Діктора. Діктор дає йому список для покупок в XX столітті. Трохи роздратований наказами Діктора, Боб сперечається з ним і роздратовано повертається крізь Браму в XX століття. Він бере участь у тій же сцені боротьби, але вже від особи третього Боба.
Потім він іде по покупки зі списку і повертається в майбутнє, та налаштовує Браму так, щоб вона перемістила його в майбутнє на 10 років раніше, ніж минулого разу. Як він думає, це дозволить стати ватажком людей майбутнього і запобігти впливу Діктора. Налаштовуючи Браму, він помічає 2 предмета: капелюх і записник зі словником перекладу англійських слів на мову майбутніх людей.
Ставши ватажком місцевого племені, він змінює своє ім'я на Діктор, що означає «вождь» місцевою мовою. Експериментуючи з Брамою Часу, йому вдається побачити її творців і вступити в ментальний контакт з одним із них. Від пережитого він отримує сильний шок, передчасно сивіє і на багато років перестає користуватися Брамою. Хвилюючись через зношеність записника, він робить із нього рукописну копію.
Одного разу, працюючи з Брамою, він бачить бійку у своїй старій кімнаті між трьома своїми старими версіями. Після цього найбільш рання його версія потрапляє до нього крізь Браму. Коло замкнулося, Боб став тим, хто спричинив свою подорож у майбутнє. Задаючись питанням, хто написав старий записник, він збирається розпитати Боба і підготувати його, щоб він влаштував правильний хід подій майбутнього.